# カルチャー・クラブ
カルチャー・クラブ（Culture Club）は、イギリスのポップ・ミュージック・バンドである。1981年、イギリスのロンドンで結成され、ニューロマンティックのバンドとしても注目された。代表曲に「君は完璧さ」「タイム」「カーマは気まぐれ」「ミス・ミー・ブラインド」「イッツ・ア・ミラクル」などがある。
作詞作曲などの楽曲制作にはメンバー全員が参加。バンドの中心人物ボーイ・ジョージのディープでソウルフルな歌声や華やかなルックス、レゲエや、ブルー・アイド・ソウルなどの楽曲性でも評価された。また、「君は完璧さ」「ミス・ミー・ブラインド」などのミュージック・ビデオではその独創性も話題を呼んだ。5000万枚のレコードセールスを誇る。
カルチャー・クラブのグループ名は人種、セクシャリティを問わない多様な個性のメンバー達のことを表している。

## メンバー
- ボーイ・ジョージ（Boy George）ボーカル
- ロイ・ヘイ（Roy Hay）ギター、ピアノ
- マイキー・クレイグ（英語版）（Mikey Craig）ベース

### 元メンバー
- ジョン・モス（英語版）（Jon Moss）ドラム、元リーダー

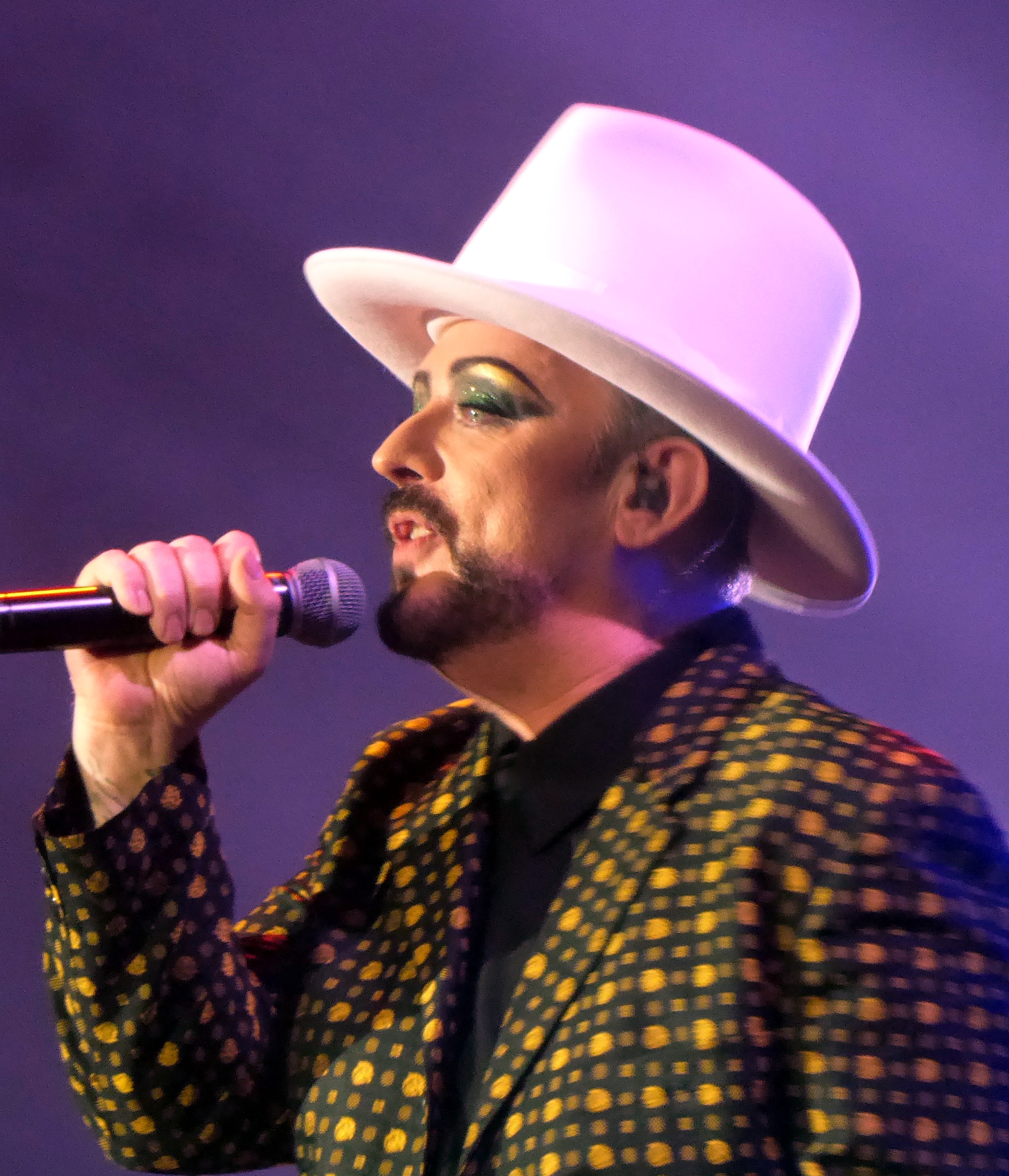
ボーイ・ジョージ
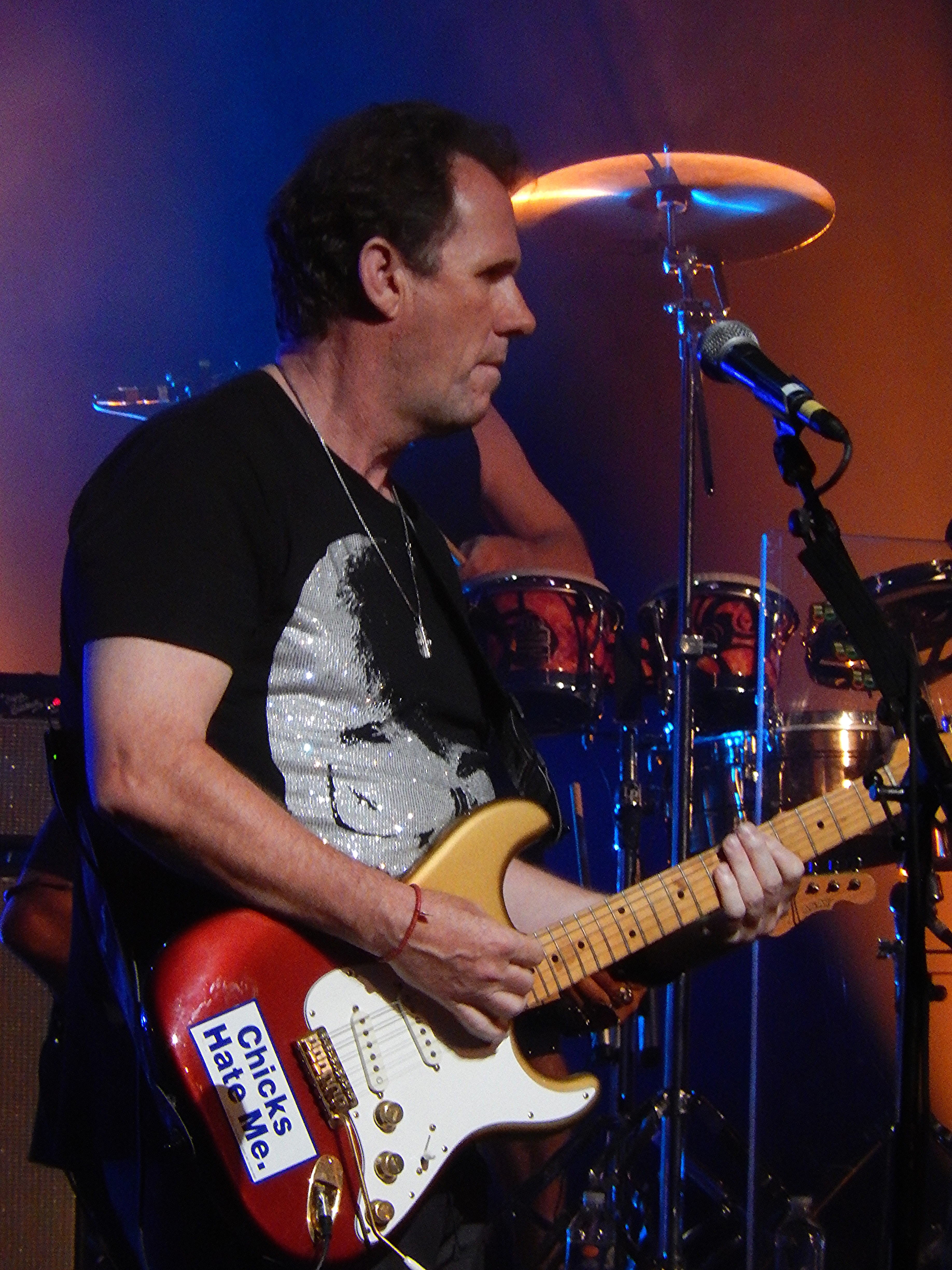
ロイ・ヘイ
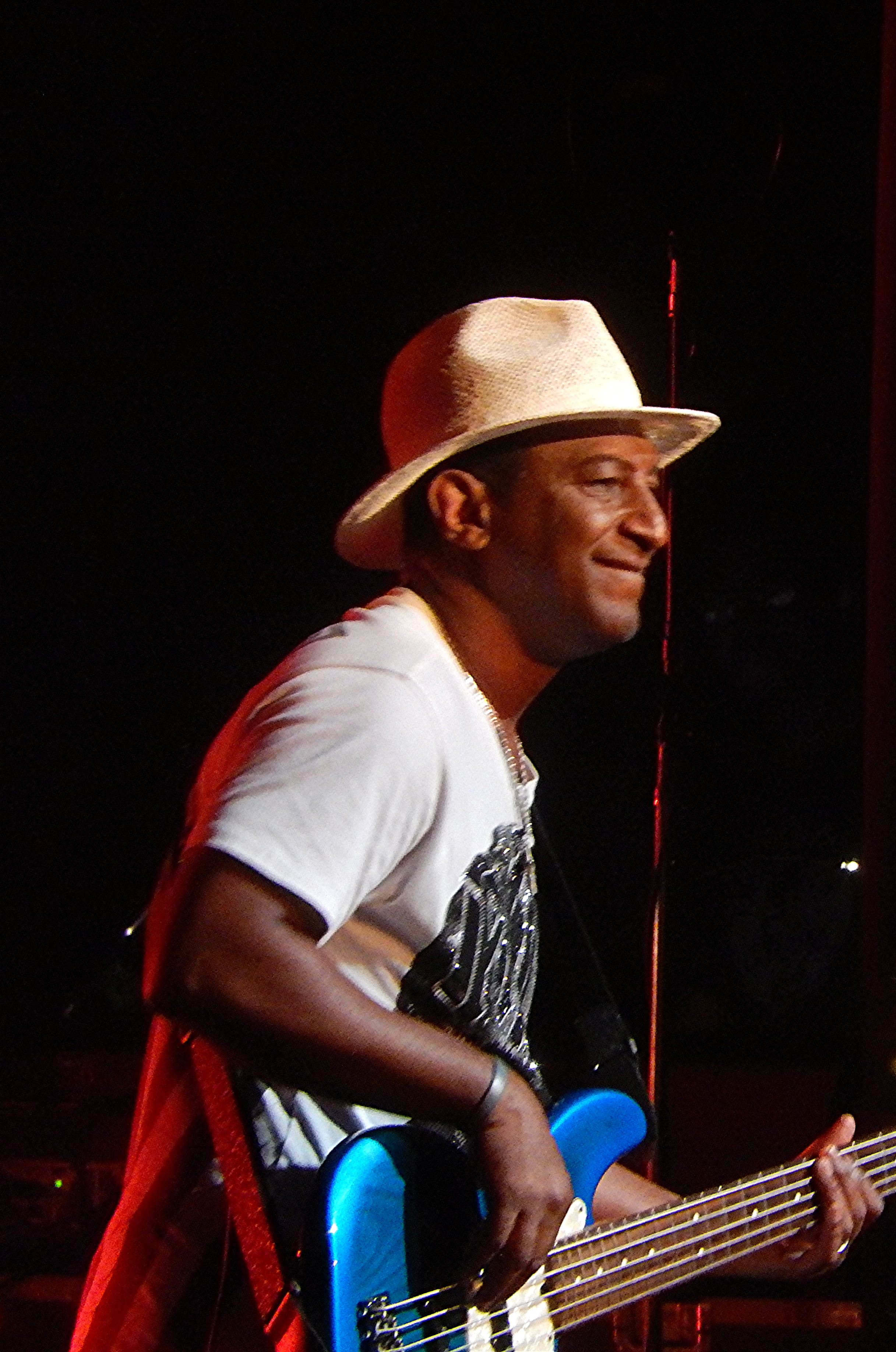
マイキー・クレイグ

## 来歴

### 1980年代
1982年：正式にヴァージン・レコードと契約。5月に「ホワイト・ボーイ」でデビュー。9月にLP『キッシング・トゥ・ビー・クレヴァー』、10月には「君は完璧さ」が全英1位になる。
1983年：「君は完璧さ」がアメリカでも大ヒットしたのをはじめ、デビュー・アルバム『キッシング・トゥ・ビー・クレヴァー』からリリースされた3枚のシングルは全米でTOP10にチャートイン、これはグループとしてビートルズ以来の記録であった。
同年にはシングル「カーマは気まぐれ」をリリースし、全英と全米で1位に輝く。日本でも大ヒットし、「♪カマカマカマカマ〜」と当時の小中学生が口ずさむほど馴染み深いものであった。10月に2ndアルバム『カラー・バイ・ナンバーズ』（Colour by Numbers）を発表、22日付全英1位になる（のちに日本のオリコンLPチャートでも1位。日本のオリコン洋楽アルバムチャートでは1983年12月5日付から4週連続1位を獲得）。
1984年：『カラー・バイ・ナンバーズ』からシングルカットした「ミス・ミー・ブラインド」「イッツ・ア・ミラクル」といったシングルはどれも大セールスを記録した。6月に開催した2度目の来日公演は大成功を収める。映画『エレクトリック・ドリーム』のサウンドトラック用にシングル「ラヴ・イズ・ラヴ」を発表。10月には3rdアルバム『ハウス・オン・ファイアー』とシングル「戦争のうた」をリリース。同年グラミー賞最優秀新人賞受賞。ブリット・アワードでは最優秀ブリティッシュ・グループ賞と最優秀シングル賞を受賞。
1985年：ボーイ・ジョージが参加したバンド・エイドの「ドゥ・ゼイ・ノウ・イッツ・クリスマス」が1984年から85年にかけてヒットした。同年「ロック・イン・ジャパン'85」出演で来日。
1986年：4thアルバム『ラグジャリー・トゥ・ハートエイク』をリリース、シングル「ムーヴ・アウェイ」がヒットを記録するも、ボーイ・ジョージのドラッグ事件でバンドは活動停止になり各自ソロ活動に移る。

### 1990年代
1998年11月：再結成、ライヴ（VH1 Storyteller）の開催と新曲『愛をください」をリリース。ライヴの模様は『ストーリーテラーズ〜帰ってきたカルチャー・クラブ』としてベスト盤をセットにしたライブ・アルバムとしても発売され、「愛をください」は全英4位を記録するヒットとなった。
1999年12月：約13年ぶりの5thアルバム『ドント・マインド・イフ・アイ・ドゥ』リリース。2000年3月には15年ぶりに来日公演を行うが、その後バンドは再び休止状態に。

### 2000年代以降

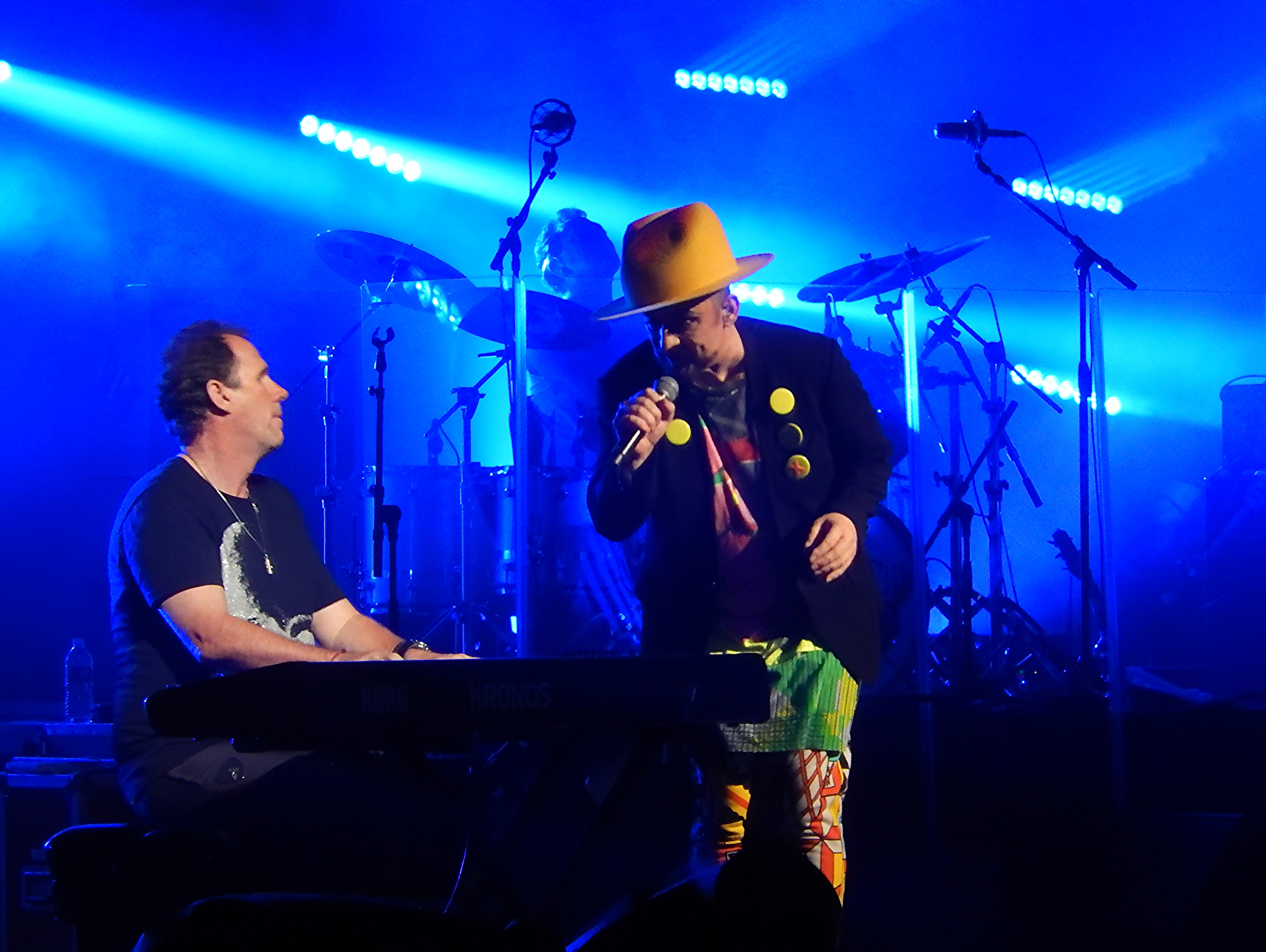
ボーイ・ジョージとロイ・ヘイ（2016年公演）

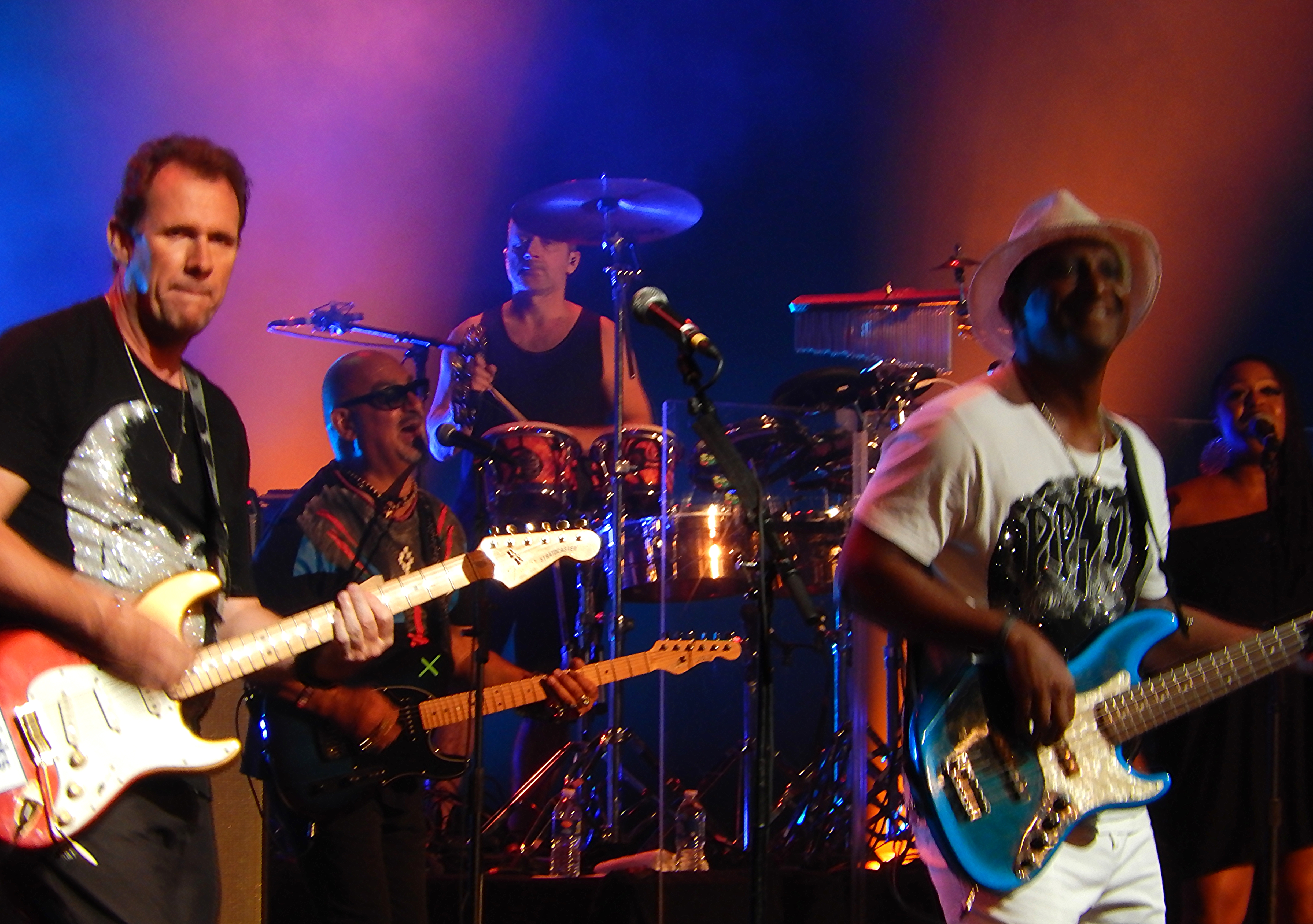
ロイ・ヘイとマイキー・クレイグ（2016年公演）

2014年：14年ぶりに再結成。11月にUSAツアー、12月にUKツアーが予定されていたがキャンセル。同年にはQアワードの「Qアイコン賞」を受賞。以降は現在にいたるまで定期的にライヴを開催している。
2016年：16年ぶりの来日公演を開催。同年のウェンブリー・アリーナでの公演はライヴCD+DVD/Blu-rayとしても発売された。
2018年：前作から約19年ぶりの6thアルバム『ライフ』を発表。
2023年：創設メンバーの一人であったジョン・モスが2018年のツアーから外されたことを理由に、訴訟を起こしていたが、元バンドメイトがモスに175万ポンド（約2億8470万円）を直ちに支払うことに合意した。
2024年：アルバム『キッシング・トゥ・ビー・クレヴァー』と『カラー・バイ・ナンバーズ』を中心とした内容のアリーナツアーをイギリスとアイルランドで開催、このツアーでは2作のアルバムの収録曲が収録されている順通りに全曲演奏された。最終日はロンドンのO2アリーナで開催。

## 日本との関わり
「ミス・ミー・ブラインド」「イッツ・ア・ミラクル」のMVなどでは漢字や日本人女性が登場するほか「戦争のうた」、日本で発売されたヴァージョンの「危ないストリート」ではボーイ・ジョージが日本語で歌う箇所がある。

## ディスコグラフィ

### シングル
- ホワイト・ボーイ（12"は同曲[Long Version]）（英国のみ）
  - （c/w ラヴ・トゥイスト[featuring Captain Crucial]）
- アイム・アフレイド・オブ・ミー〜あしたのボクは?（12"は同曲[Long Version]）
  - （c/w マーダー・ラップ・トラップ[featuring Captain Crucial]）
- ミステリー・ボーイ（日本のみ）
  - （c/w マーダー・ラップ・トラップ[featuring Captain Crucial]）
  - サントリー ホットウィスキーCMソング。CMで使用されたヴァージョンは歌詞が異なる。
- 君は完璧さ（旧邦題：冷たくしないで）
  - （c/w 君は完璧さ [Dub Version feat.Papa Weasel]、ラヴ・イズ・コールド[12"のみ]）
- タイム
- チャーチ・オブ・ザ・ポイズン・マインド
  - （c/w マン・シェイク、ミステリー・ボーイ[12"のみ 日本版とは別ミックス]）
- アイル・タンブル・4・ヤ! 〜君のためなら（12"は同曲[U.S 12" Mix]）（米国のみ）
  - （c/w マン・シェイク）
- カーマは気まぐれ
  - （c/w ザッツ・ザ・ウェイ[short/7"]、アイル・タンブル・4・YA![U.S 12" Mix/12"]）
- ヴィクティムズ〜いつも二人で（英国のみ）
  - （c/w カラー・バイ・ナンバーズ、ロマンス・リヴィジテッド[ヴィクティムズinst./12"のみ]）
- ミス・ミー・ブラインド（12"はMiss Me Blind/It's A Miracle [U.S Multi Mix]）
- イッツ・ア・ミラクル（12"はMiss Me Blind/It's A Miracle[U.S Multi Mix]）（英国のみ）
  - （c/w ラヴ・トゥイスト[Live]、メルティング・ポット[Live/12"のみ]）
- 戦争のうた（12"は同曲[Ultimate Dance Mix]）
  - （c/w 同[仏語/独語/日本語（国によってヴァージョン違い）]、同[Shriek Mix/12"のみ]）
- メダル・ソング[7"Version]（12"は同曲[Extended Mix]）
  - （c/w 危ないストリート、ドント・トーク・アバウト・イット（日本盤））
- ミステイク・ナンバー3（米国のみ）（c/w 危ないストリート）
- 危ないストリート[7"Version]（日本のみ）（c/w ミステイク・ナンバー3）
- ムーヴ・アウェイ（12"は同曲[Extended Mix]）
- ゴッド・サンキュー・ウーマン（12"は同曲[Extended Mix]）
  - （c/w ラグジャリー・トゥ・ハートエイク [12"は同曲[It's All Her Fault Mix]）
- ガストー・ブラストー[Rock Mix]（米国のみ）
  - （c/w ガストー・ブラストー[Extended Mix]）
- 愛をください
- いつわりのキス
  - CD1（[Blouse&Skirt Mix]/[Delirium Mix]/[Ninja Dub]）
  - CD2（[Dolly Mix feat.Dolly Parton]/君は完璧さ [Kinky Disco Mix]/タイム [Quivver's Amityville Mix]）
- コールド・ショルダー／スターマン（英国のみ）
  - （コールド・ショルダー/スターマン/いつわりのキス [Dolly Mix feat.Dolly Parton]）
- 君は完璧さ（仏のみ）
  - （[DJ LBR 2005 Remix]/[Original]）
- More Than Silence
  - 配信のみ。

### アルバム
- キッシング・トゥ・ビー・クレヴァー（ミステリー・ボーイ）（1982年）
- カラー・バイ・ナンバーズ（1983年）
  - 英1位、米2位
- ハウス・オン・ファイアー（1984年10月）
- ラグジャリー・トゥ・ハートエイク（1986年）
- ドント・マインド・イフ・アイ・ドゥ（1999年）
- ライフ（2018年）

### コンピレーション・アルバム
- ラヴ・イズ・ラヴ（1985年）
  - ミニ・アルバム、日本のみ発売
- ディス・タイム（1987年）
- Best of CULTURE CLUB（1989年）
- Collect-12"Mixes Plus（1991年）
  - 英国のみ発売
- スピン・ダズル〜ベスト・オブ・ボーイ・ジョージ･アンド・カルチャー・クラブ（1993年）
- さいあく!〜ベスト・オブ・ボーイ・ジョージ&カルチャー・クラブ（1993年）
- THE 12"Collection Plus（1997年）
  - 米国のみ発売、Collectの拡大版
- IZAMプレゼンツ・ザ・ベスト・オブ・ボーイ・ジョージ･アンド・カルチャー・クラブ（1998年）
- ザ・グレイテスト（1998）日本のみ
  - White Boy, I'm Afraid of Me, The Medal Songの7"Versionを収録
- VH1 storytellers/Greatest Moments（1998年）
  - 再結成ライヴ＋ベスト
- グレイテスト・モーメント（1999年）
- Greatest Hits（2005年）
- カルチャー・クラブ2005 Singles and Remixes（2005年）
- カルチャー・クラブ ジャパニーズ・シングル・コレクション-グレイテスト・ヒッツ-（2022年、日本のみ）

### ライヴ盤
- ストーリー・テラーズ〜帰ってきたカルチャー・クラブ（1999年）
  - 再結成ライヴ
- River Sessions（2005年）
  - 1982年収録
- Live at Wembley Arena (2017年）
  - 2016年収録

### サウンドトラック
- エレクトリック・ドリーム（1984年）[Love Is Love/The Dream]
- PS Your Cat Is Dead（2001年）[Crystal Blue Persuasion]

### オムニバス
- ABBAMANIA（1999年）[Voulez Vous]

## 日本公演
- 1984年
  - 6月20日、21日 大阪城ホール、23日 名古屋市国際展示場、25日、26日、27日 日本武道館

- 2016年[18]
  - 6月21日、22日 Zepp Tokyo、24日 大阪フェスティバルホール

## 日本での主なテレビ出演
- 夜のヒットスタジオ（フジテレビ、1983年6月13日）※来日スタジオ生出演
- 夜のヒットスタジオDELUXE（フジテレビ、1985年7月17日）※ロンドンより衛星生中継にて出演
- SMAP×SMAP（関西テレビ・フジテレビ、2016年8月8日[19]）※S-Liveコーナー VTR出演